# Peter Bexte
Peter Bexte (* 1. August 1954 in Oelde) ist ein deutscher Kunst- und Medienwissenschaftler. Er ist emeritierter Inhaber des Lehrstuhls für Ästhetik an der Kunsthochschule für Medien Köln.

## Leben
Peter Bexte studierte Germanistik, Soziologie und Religionswissenschaften in Marburg, Frankfurt am Main und Berlin.
1984 erfolgte sein Studienabschluss an der FU Berlin mit einer literaturwissenschaftlichen Arbeit zum Motiv des satanischen Gelächters in der schwarzen Romantik. 1984 bis 1985 übernahm er die Textredaktion der Kunstzeitschrift Wolkenkratzer. 1987 gewann er wider Willen einen internationalen Designpreis. Bis 1996 arbeitete er freiberuflich für Zeitschriften, Verlage, Rundfunkanstalten und nahm verschiedene Gastprofessuren wahr. 1997 wurde Peter Bexte im Fach Kunstwissenschaften promoviert (Erstgutachter: Hannes Böhringer, Kassel). Von 1996 bis 2000 kuratierte er die zentrale Abteilung der Berliner Millenniumsausstellung „Sieben Hügel. Bilder und Zeichen des 21. Jahrhunderts“. Die Gestaltung übernahm der Filmdesigner und Oscar-Preisträger Ken Adam (o.b.e.).
Ab 2001 hatte Bexte verschiedene Gastprofessuren, u. a. 2005 bis 2008 eine dreijährige Gastprofessur „Geschichte und Theorie der technischen Medien“ im Studiengang Europäische Medienwissenschaft (Universität und FH Potsdam). 2008 wurde Bexte auf den Lehrstuhl für Ästhetik an der Kunsthochschule für Medien Köln berufen. 2020 wurde er emeritiert.

## Arbeiten
Seine Forschungsschwerpunkte sind Wahrnehmungstheorien, Raumbegriffe, Relationen von Text und Bild, wissenschaftliche Bilder. Er hat sowohl zur Kunst des 17. Jahrhunderts als auch zur klassischen Moderne des 20. Jahrhunderts publiziert.
2009 bis 2012 leitete er ein Teilprojekt im BMBF Forschungsverbund „Verkörperte Information“ (mit Gabriele Gramelsberger). 2011 bis 2017 war er Kooperationspartner des DFG-Graduiertenkollegs „Sichtbarkeit und Sichtbarmachung. Hybride Formen des Bildwissens“ an der Universität und FH Potsdam. 2012 bis 2015 war er Projektleiter des DFG-geförderten Forschungsprojektes „An den Grenzen der Archive. Neue kunstwissenschaftliche und künstlerische Herausforderungen im Umgang mit Archiven“.
2014 bis 2016 war Bexte Mitglied der AG Anthropologie der Wahrnehmung an der Forschungsstätte der Evangelischen Studiengemeinschaft, Heidelberg. 2015 bis 2018 war er im Beirat der Deutschen Gesellschaft für Ästhetik.
Das Wintersemester 2011/12 verbrachte er als Senior Fellow am IKKM in Weimar. Im Frühjahr 2016 war er als Senior Fellow am IFK in Wien.

## Publikationen (Auswahl)
Als Autor:
- Konjunktion & Krise. Vom >und< in Bildern und Texten, Berlin: Kadmos 2019. 188 Seiten, 17 Abb.
- Fokussierte Wahrnehmungen. Von Himmelsblicken zu Bildbetrachtungen, in: Magnus Schlette, Thomas Fuchs, Anna Maria Kirchner (Hrsg.): Anthropologie der Wahrnehmung, Heidelberg: Universitäts-Verlag Winter 2017, S. 221–244 (Schriften des Marsilius-Kollegs, Band 16)
- Die Bilderreisen der Nova Reperta. Über die allmähliche Verfertigung des Wissens beim Nachbilden, in: Irina Gradinari, Dorit Mueller, Johannes Pause (Hrsg.): Versteckt – Verirrt – Verschollen. Reisen und Nichtwissen, Wiesbaden: Reichert 2016, S. 29–44 (Trierer Beiträge zu den historischen Kulturwissenschaften)
- Trennen und Verbinden. Oder: Was heißt ‚und‘?, in: Internationales Jahrbuch für Medienphilosophie, hg. von Dieter Mersch und Michael Mayer, Berlin: de Gruyter 2015, S. 51–66 (Nachdruck in: Sch... The Journal of the Kurt Schwitters Society, Nr. 6, 2016/17, S. 1–13)
- Wo immer vom Sehen die Rede ist … da ist ein Blinder nicht fern, München: Fink 2013, ISBN 978-3-7705-5598-7.
- Michel Serres, in: Bildtheorie aus Frankreich: ein Handbuch, hg. von Kathrin Busch und Iris Därmann, München: Fink 2011, S. 361–369 (Schriftenreihe des Baseler sfb eikones)
- Mit den Augen hören / mit den Ohren sehen. Raoul Hausmanns optophonetische Schnittmengen, in: Spuren der Avantgarde: Theatrum anatomicum, hg. von Helmar Schramm, Ludger Schwarte, Jan Lazardzig, Berlin / New York: de Gruyter 2011, S. 426–442 (Theatrum Scientiarum Band 5)
- Die weggeschnittenen Augenlider des Regulus. Zur verdeckten Antikenrezeption in einem Wort Heinrich von Kleists, in: Kleist-Jahrbuch 2008/2009, S. 254–266.
- Blinde Seher. Wahrnehmung von Wahrnehmung in der Kunst des 17. Jahrhunderts. Mit einem Anhang zur Entdeckung des blinden Flecks im Jahr 1668, Dresden: Verlag der Kunst 1999.
- mit Werner Künzel: Maschinendenken / Denkmaschinen. An den Schaltstellen zweier Kulturen, Frankfurt am Main: Insel Verlag 1996
- mit Werner Künzel: Allwissen und Absturz. Der Ursprung des Computers, Frankfurt am Main: Insel Verlag 1993

Als Herausgeber:
- mit Valeska Bührer und Stephanie Sarah Lauke (Hrsg.): An den Grenzen der Archive. Archivarische Praktiken in Kunst und Wissenschaft, Berlin: Kadmos 2016, ISBN 978-3-86599-313-7.
- mit Gabriele Gramelsberger und Werner Kogge (Hrsg.): Synthesis. Zur Konjunktur eines philosophischen Begriffs in Wissenschaft und Technik, Bielefeld: transcript 2014
- Denis Diderot – Schriften zur Kunst. Ausgewählt und mit einem Nachwort versehen von Peter Bexte, Berlin: Philo & Philo Fine Arts 2005 (Fundus Bd. 157)
- mit Gereon Sievernich (Hrsg.): KERN. Gene, Hirne, Magma, Quarks: Innenansichten der Zukunft. [Kat.] Berliner Millenniumsausstellung 7 Hügel: Bilder und Zeichen des 21. Jahrhunderts, Berlin: Henschel Verlag 2000